# Stactobia snufi
Stactobia snufi är en nattsländeart som beskrevs av Schmid 1983. Stactobia snufi ingår i släktet Stactobia och familjen smånattsländor. Inga underarter finns listade i Catalogue of Life.